# 17 лєт Октября
17 лєт Октября (рос. 17 лет Октября; адиг. Октябрэм ия I7 илъэс) — хутір Майкопського району Адигеї Росії. Входить до складу Кіровського сільського поселення.
Населення — 198 осіб (2015 рік).